# 28 Weeks Later
28 Weeks Later (bra: Extermínio 2; prt: 28 Semanas Depois) é um filme hispano-britano-estadunidense de 2007, dos gêneros terror, drama e ficção científica, dirigido por Juan Carlos Fresnadillo, com roteiro dele, Rowan Joffe, Juan Carlos Fresnadillo, E. L. Lavigne e Jesus Olmo.

## Enredo
Durante o surto original do vírus Rage, Don, sua esposa Alice e outros quatro sobreviventes se escondem em uma casa de campo nos arredores de Londres. Eles ouvem um garoto aterrorizado batendo à porta e Don o deixa entrar. Minutos depois, descobrem que os infectados seguiram o menino. Don implora a Alice para deixar o menino, mas ela se recusa, então ele os abandona e escapa em um barco enquanto Alice, o menino e o resto dos sobreviventes são presumivelmente mortos.
Após os infectados começarem a morrer de fome, as forças da OTAN assumem o controle da Grã-Bretanha. Vinte e oito semanas após o surto, uma força americana, sob o comando do Brigadeiro General Stone, traz colonos. Entre os novos chegados estão os filhos de Don e Alice, Tammy e Andy, que estavam fora do país durante o surto. Eles são admitidos no Distrito Um, uma zona segura na Ilha dos Cães, onde se reúnem com seu pai.
Naquela noite, Tammy e Andy escapam da zona segura e voltam para sua antiga casa, onde coletam antigas fotografias de família. Andy encontra Alice viva em um estado delirante e semiconsciente. Os três são descobertos por soldados americanos e levados de volta ao Distrito Um, onde são colocados em isolamento. Alice é levada para uma sala de quarentena, onde é testada por Scarlet, uma oficial médica do Exército dos Estados Unidos, e descoberta como portadora assintomática do vírus Rage. Don faz uma visita não autorizada a Alice, implorando para que ela o perdoe. Eles se beijam e Don é infectado. Ele a mata brutalmente e entra em um frenesi.
Scarlet resgata Tammy e Andy, ciente de que seu material genético pode ser a chave para a cura. Don inicia um efeito dominó de rápida infecção pela raiva. Em meio ao caos, os soldados americanos não conseguem distinguir entre sobreviventes apavorados e infectados furiosos, e recebem ordens para atirar em todos. Um dos franco-atiradores, Sargento Doyle, incapaz de continuar cumprindo a ordem, escapa com Scarlet, Tammy e Andy enquanto a Força Aérea dos Estados Unidos bombardeia o Distrito Um. Don está entre os infectados que sobrevivem aos bombardeios e escapa para o Londres abandonado.
O amigo piloto de Doyle, Flynn, chega de helicóptero para buscá-lo, mas diz para ele deixar os civis e ir para o Estádio de Wembley. Doyle ignora suas instruções e acompanha o trio até Wembley. Eles invadem um Volvo V70 abandonado para escapar do gás nervoso liberado para matar os infectados, mas não conseguem ligar o carro. Enquanto soldados americanos com lança-chamas se aproximam, Doyle sai do carro para ligá-lo e é queimado vivo. Scarlet e as crianças escapam para o metrô de Londres, mas Don mata Scarlet e morde Andy.
Tammy mata Don. Andy permanece sem sintomas, mas é portador do vírus Rage. Eles são resgatados por Flynn, que os leva de helicóptero através do Canal da Mancha até a França. Vinte e oito dias depois, uma voz com sotaque francês pedindo ajuda é ouvida pelo rádio no helicóptero abandonado de Flynn. Um grupo de infectados emerge na estação Paris Métro Trocadéro com vista para o rio Sena e a Torre Eiffel, revelando que o vírus se espalhou para a Europa continental..

## Elenco
| Ator                 | Personagem               |
| -------------------- | ------------------------ |
| Robert Carlyle       | Donald "Don" Harris      |
| Jeremy Renner        | Sargento Doyle           |
| Rose Byrne           | Doutora Scarlett Ross    |
| Idris Elba           | Brigadeiro General Stone |
| Catherine McCormack  | Alice Harris             |
| Harold Perrineau Jr. | Flynn                    |
| Imogen Poots         | Tammy Harris             |
| Mackintosh Muggleton | Andy Harris              |
| Shahid Ahmed         | Jacob                    |
| Emily Beecham        | Karen                    |
| Garfield Morgan      | Geoff                    |
| Amanda Walker        | Sally                    |

## Produção

### Desenvolvimento
O sucesso internacional do filme de terror de 2002, 28 Days Later, influenciou profundamente seus criadores o diretor Danny Boyle, o produtor Andrew Macdonald e o roteirista Alex Garland  a conceber uma sequência quatro anos após sua estreia. Macdonald expressou sua surpresa com o sucesso do primeiro filme, especialmente nos Estados Unidos, e viu a oportunidade de atender à crescente demanda por uma continuação. Essa decisão foi tomada com a intenção de satisfazer os fãs existentes e atrair uma base de espectadores já consolidada.
Em março de 2005, Boyle revelou que, devido a compromissos com outros projetos, não dirigiria a sequência, mas permaneceria como produtor executivo. Ele indicou que a trama se concentraria nas consequências do primeiro filme, com o Exército dos Estados Unidos declarando vitória sobre a infecção e iniciando o processo de reconstrução do país. Para dar uma nova perspectiva ao projeto, Boyle escolheu o cineasta espanhol Juan Carlos Fresnadillo, cujo trabalho ele admirava, especialmente seu filme "Intacto" de 2001. Antes de assumir a direção de "28 Weeks Later", Fresnadillo estava em um hiato na produção cinematográfica, dedicando-se à criação de comerciais para televisão.
Fresnadillo e sua equipe consideraram o roteiro original de Rowan Joffé subdesenvolvido, especialmente no que diz respeito à trama envolvendo uma família. Decidiram, então, reescrevê-lo em colaboração com Enrique López-Lavigne e Jesús Olmo. Embora inicialmente desapontados com o rascunho original, eles identificaram o potencial na ideia de uma família tentando reconstruir suas vidas após o surto inicial e optaram por preservá-la na versão revisada. O processo de reescrita levou quase um ano, com contribuições adicionais de Alex Garland, garantindo uma história mais coesa e envolvente para a sequência.

### Elenco
Boyle afirmou em março de 2005 que a sequência apresentaria um elenco novo, uma vez que os membros do elenco anterior, Cillian Murphy, Megan Burns e Naomie Harris, estavam ocupados com seus próprios projetos. Em setembro de 2006, Robert Carlyle, Rose Byrne, Catherine McCormack, Harold Perrineau, Imogen Poots, Idris Elba, Mackintosh Muggleton e Jeremy Renner foram anunciados como parte do elenco da sequência.
Apesar de seus papéis serem pequenos ou filmados à distância, todos os figurantes que interpretaram os infectados foram obrigados a ter um histórico artístico baseado em movimento, incluindo ocupações como balé, dança, ginástica, performance circense e mímica.

### Filmagens
Em 1º de setembro de 2006, a fotografia principal de 28 Weeks Later começou em Londres, com grande parte das filmagens ocorrendo em Canary Wharf, na Ilha dos Cães, a zona segura no enredo do filme.
As filmagens ocorreram em locações reais em Londres e nos estúdios 3 Mills, embora cenas planejadas para serem filmadas no Estádio de Wembley, que estava passando pelas fases finais de uma grande reconstrução, tenham sido filmadas no País de Gales, com o Millennium Stadium, em Cardiff, sendo usado como substituto.

## Promoção do filme

### Graphic Novel
Em julho de 2006, a Fox Atomic Comics e a editora HarperCollins anunciaram a publicação, no início de 2007, de 28 Days Later: The Aftermath, uma novela gráfica que preenche a lacuna entre 28 Days Later e 28 Weeks Later. Motion comics de dois segmentos da novela gráfica foram adicionados ao lançamento em DVD e Blu-ray de 28 Weeks Later.

### Símbolo De Aviso De Risco Biológico
Em 13 de abril de 2007, 28 dias antes do lançamento do filme nos cinemas do Reino Unido, um enorme sinal de aviso de biohazard foi projetado nos Penhascos Brancos de Dover. O sinal continha o símbolo internacional de perigo biológico, juntamente com a advertência de que o Reino Unido estava "contaminado, mantenha-se afastado!" 

### Flash Game
Em maio de 2007, a 20th Century Fox disponibilizou gratuitamente um jogo em flash temático de 28 Weeks Later em seu site internacional, foxinternational.com. No jogo, o jogador pode controlar um dos infectados em três partes diferentes da cidade.

## Lançamento
28 Weeks Later foi lançado em 11 de maio de 2007, no Reino Unido pela 20th Century Fox e nos Estados Unidos pela Fox Atomic.

### Home Media
1,3 milhão de unidades de DVD foram vendidas nos Estados Unidos, gerando uma receita de US$ 24,3 milhões até julho de 2010. O filme foi lançado em DVD individualmente e também em um pacote duplo com 28 Days Later.

## Recepção

### Bilheteria
O filme estreou em 2.000 cinemas em todo os Estados Unidos. Em seu fim de semana de abertura, arrecadou US$ 9,8 milhões, ficando em segundo lugar nas bilheterias, atrás apenas de "Homem-Aranha 3". O filme arrecadou US$ 28,6 milhões nos Estados Unidos e US$ 35,6 milhões em outros países, totalizando US$ 64,2 milhões em todo o mundo.

### Critica
No agregador de críticas Rotten Tomatoes, que categoriza as opiniões apenas como positivas ou negativas, o filme tem um índice de aprovação de 71% calculado com base em 195 comentários dos críticos que é seguido do consenso: "Embora 28 Weeks Later não tenha o humanismo que fez de 28 Days Later um clássico, ele foi criado com uma atmosfera fantástica e direção enérgica." Já no agregador Metacritic, com base em 34 opiniões de críticos que escrevem em maioria para a imprensa tradicional, o filme tem uma média aritmética ponderada de 78 entre 100, com a indicação de "revisões geralmente favoráveis".

## Trilha Sonora
A trilha sonora foi composta, escrita e executada por John Murphy. O álbum foi lançado exclusivamente no iTunes em 12 de junho de 2007. Em 2 de junho de 2009, uma edição limitada da trilha sonora foi lançada pela La-La Land Records, com apenas 1500 cópias produzidas.

## Sequência
Em junho de 2007, foi anunciado que se o DVD vendesse bem, seria considerada a produção de um terceiro filme. Em julho do mesmo ano, na promoção do filme Sunshine, Boyle revelou também que já tem a história do próximo filme, além de revelar que também poderia voltar como diretor nessa sequência. "Há uma ideia para o próximo, algo que mudaria a história diante. Eu tenho que pensar sobre isso, se é certo ou não."
Em outubro de 2010, quando Alex Garland foi perguntado o que estaria acontecendo em 28 Months Later , ele declarou: "Eu vou responder a isso bem honestamente. Quando fizemos 28 Days Later, os direitos foram congeladas entre um grupo de pessoas que já não se falam uns com os outros. E assim, o filme nunca vai acontecer, a menos que essas pessoas comecem a falar uns com os outros novamente. Não há roteiro, tanto quanto eu estou ciente." Em janeiro de 2011, Danny Boyle disse: "Não é uma boa ideia para ele, e uma vez que eu tenho minha produção do filme Frankenstein pronta, eu vou começar a pensar sobre isso um pouco mais."
Em 13 de abril de 2013, após Boyle afirmar que tinha certeza de que a sequência poderia acontecer, lhe pediram que expusesse essa ideia, Boyle riu e disse: "Não, porque elas vão acabar em The Walking Dead.
Em 14 de janeiro de 2015, Garland declarou:.. "Nós apenas começamos a falar a sério. Nós temos uma ideia; Danny Boyle e o produtor Andrew Macdonald e eu temos tido bastantes conversas sérias sobre isso ser uma possibilidade. É complicado. Há um monte de razões pelas quais é complicado, que são chatas, então eu não vou contar, mas há possibilidade", acrescentando também que "é mais provável que seja 28 Months do que 28 Years. 28 anos dá-lhe mais um lugar para ir ", insinuando a possibilidade de um quarto filme também.
Em junho de 2019, Boyle confirmou que ele e Garland se encontraram recentemente para discutir e começar a preparação de um terceiro filme. Em março de 2020, Imogen Poots expressou interesse em reprisar seu papel. Em maio de 2021, Cillian Murphy expressou interesse em potencialmente reprisar seu papel.